# Socks (kot)

Socks na pulpicie w James S. Brady Press Briefing Room

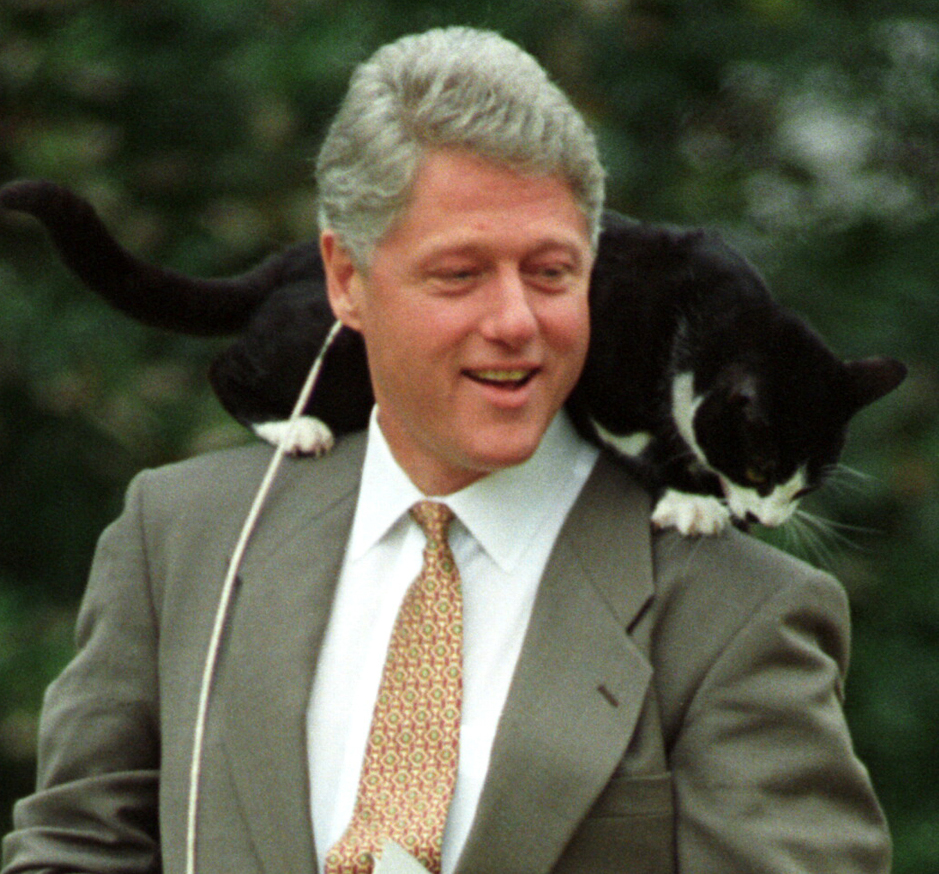
Socks z prezydentem Billem Clintonem

Socks (ur. 1989, zm. 20 lutego 2009) – kot byłego prezydenta USA Billa Clintona, jego żony Hillary Rodham Clinton oraz córki Chelsea.
Socks został przygarnięty przez Clintonów w 1991, gdy Chelsea zobaczyła go w domu swojej nauczycielki gry na pianinie w Little Rock.
Kiedy Clinton został prezydentem (1993), Socks został przeniesiony wraz z nową pierwszą rodziną do Białego Domu w Waszyngtonie, gdzie dzielił dom z dachowcem o imieniu Slippers i zażywał pełni kocich swobód, poruszając się po budynku bez żadnych ograniczeń. Był ulubieńcem fotoreporterów i częstym obiektem zdjęć, a nawet na prezydenckim podium.
Socks był jedynym domowym zwierzątkiem Clintonów do roku 1997, kiedy prezydent przyjął labradora Buddy’ego. Kiedy po zakończeniu kadencji w początkach roku 2001 Clintonowie przeprowadzili się do Nowego Jorku, musieli zostawić Socksa w Waszyngtonie, ponieważ kot przywiązał się bardzo do swojej rezydencji. Mieszkał u dawnej sekretarki Clintona Betty Currie.
Ostatnim, przed Clintonem, prezydentem USA, który trzymał w Białym Domu kota, był Jimmy Carter (1977–1981).

## Nawiązania w kulturze popularnej
Socks miał wystąpić w grze komputerowej wydanej przez Segę, Socks the Cat Rocks the Hill. Gra miała ukazać się w 1993, jednak przeszkodziło w tym bankructwo jednego z amerykańskich oddziałów firmy. Według projektu, Socks miał walczyć w grze ze szpiegami obcych mocarstw oraz spiskującymi politykami, a wszystko to by zapobiec katastrofie nuklearnej.
W 1993 opublikowano poświęcony Socksowi komiks Socks Goes to Washington: The Diary of America’s First Cat, napisany przez Michaela O’Donoghue i Jean-Claude Suaresa; kot pojawił się też w komiksie Outland autorstwa Berke Breatheda, w odcinku sitcomu Murphy Brown (Sox and the Single Girl), oraz w popularnym talk-show Larry King Live.
W 1996 Socks został umieszczony wraz z prezydentem Clintonem na znaczkach pocztowych wydanych przez Republikę Środkowoafrykańską.